# International Search and Rescue Dog Organisation

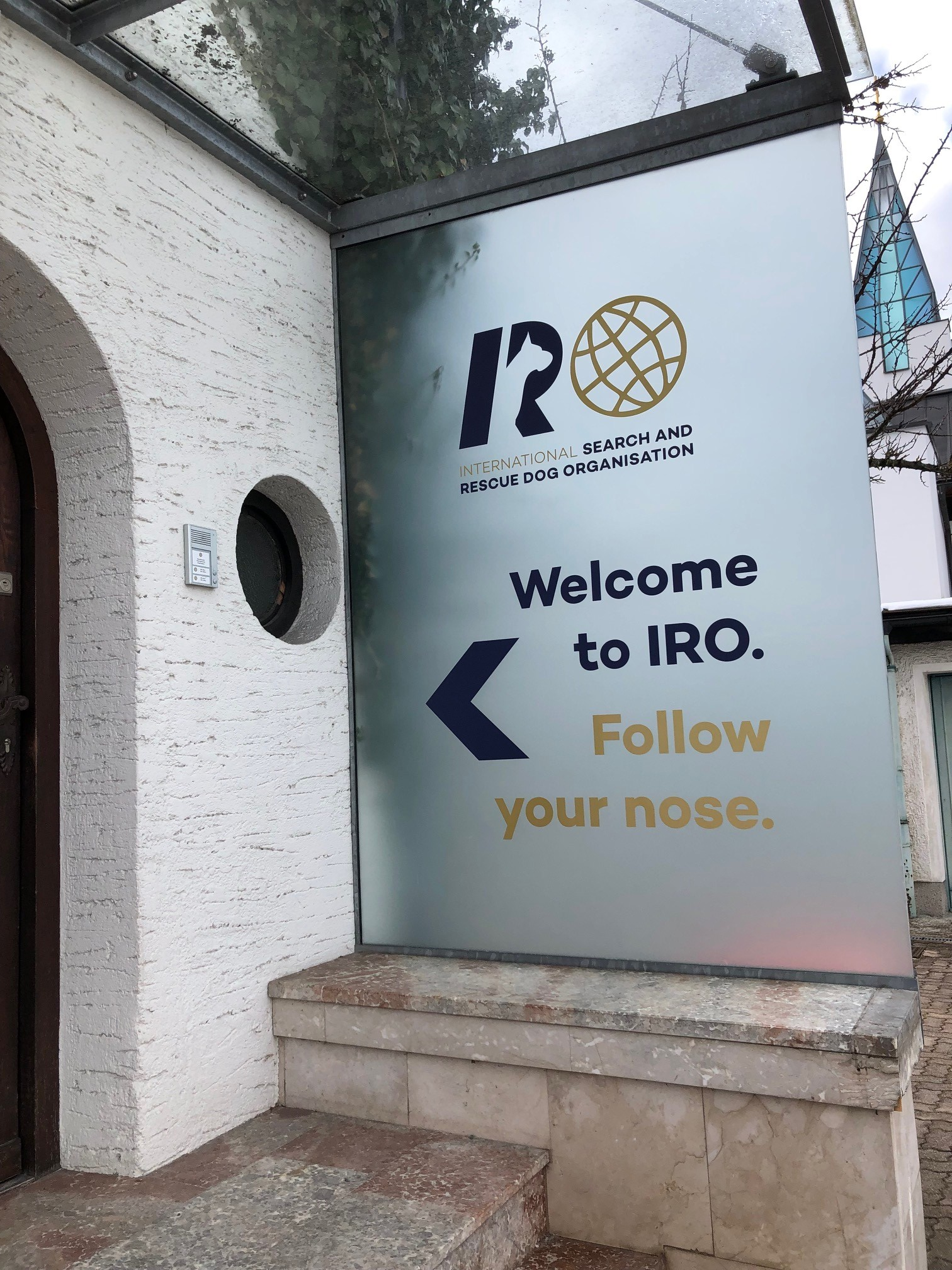
IRO Geschäftsstelle, Salzburg

International Search and Rescue Dog Organisation (IRO), på tyska Internationale Rettungshunde Organisation är den världsomspännande paraplyorganisationen för sök- och Räddningshundarbete. IRO engagerar  mer än 250 000 människor världen över med cirka 2 000 certifierade sök- och räddningshundar (SAR). Huvudkontoret finns i Salzburg. Den svenska räddningshundorganisationen inom IRO är Svenska Brukshundklubben.